# Ефорије Норд
Ефорије Норд (рум. Eforie Nord) је насеље у вароши Ефорије, округу Констанца у  Румунији. Oпштина се налази на надморској висини од 23 m.

## Становништво
Према подацима из 2002. године у насељу је живело 4748 становника.

### Попис2002.
| Расподела становништва по националности 2002.‍ | Расподела становништва по националности 2002.‍ | Расподела становништва по националности 2002.‍ | Расподела становништва по националности 2002.‍ | Расподела становништва по националности 2002.‍ |
| --------------------------------------------- | --------------------------------------------- | --------------------------------------------- | --------------------------------------------- | --------------------------------------------- |
|                                               |                                               |                                               |                                               |                                               |
| Румуни                                        | Румуни                                        |                                               | 4.414                                         | 93,1%                                         |
| Мађари                                        | Мађари                                        |                                               | 24                                            | 0,5%                                          |
| Роми                                          | Роми                                          |                                               | 114                                           | 2,4%                                          |
| Руси                                          | Руси                                          |                                               | 8                                             | 0,2%                                          |
| Турци                                         | Турци                                         |                                               | 19                                            | 0,4%                                          |
| Татари                                        | Татари                                        |                                               | 152                                           | 3,2%                                          |
| Пољаци                                        | Пољаци                                        |                                               | 5                                             | 0,1%                                          |
| други                                         | други                                         |                                               | 6                                             | 0,1%                                          |